# Cole Anthony
Cole Hinton Anthony (ur. 15 maja 2000 w Portlandzie) – amerykański koszykarz, występujący na pozycji rozgrywającego, obecnie zawodnik Orlando Magic.
W 2017 zajął siódme miejsce w turnieju Adidas Nations. Rok później został wybrany do III składu USA Today's All-USA. W 2019 wystąpił w trzech meczach wschodzących gwiazd − McDonald’s All-American, Jordan Brand Classic, Nike Hoop Summit. We wszystkich otrzymał tytuł MVP. W tym samym roku został też nagrodzony tytułem zawodnika roku szkół średnich stanu Wirginia (Virginia Gatorade Player of the Year) oraz zaliczony do I składu USA Today's All-USA.

## Osiągnięcia
Stan na 24 lutego 2022, na podstawie, o ile nie zaznaczono inaczej.
NCAA
- Zaliczony do składu:
  - I składu najlepszych pierwszorocznych zawodników konferencji Atlantic Coast (ACC – 2020)
  - II składu debiutantów NCAA (2020 przez Basketball Time)
  - III Składu ACC (2020)
- Zawodnik kolejki ACC (11.11.2019)
- Najlepszy pierwszoroczny zawodnik kolejki ACC (11.11.2019, 2.03.2020)

NBA
- Uczestnik:
  - konkursu wsadów NBA (2022)[4]
  - miniturnieju Clorox Rising Stars (2022)[5]

Reprezentacja
- Mistrz Ameryki U–18 (2018)
- Zaliczony do I składu mistrzostw Ameryki U–18 (2018)